# Jersak Hills
Die Jersak Hills (englisch; polnisch Wzgórza Jersaka) sind eine Gruppe von bis zu 200 m hohen Hügeln aus Basalt auf King George Island im Archipel der Südlichen Shetlandinseln. Sie ragen südwestlich der Arctowski-Station am Ufer der Admiralty Bay auf.
Polnische Wissenschaftler benannten sie 1980 nach dem Geomorphologen Józef Jersak (1929–1991), der 1977 bei der ersten Überwinterung auf der Arctowski-Station als Stationsleiter tätig war.